# Giuseppe Olmo
Giuseppe Olmo (Celle Ligure, 22 november 1911 – Milaan, 5 maart 1992) was een Italiaans wielrenner.

## Carrière
In 1935 behaalde hij in Milaan het werelduurrecord met een afstand van 45,090 km. Het werd in 1936 scherper gestemd met 45,398 km door de Franse wielrenner Maurice Richard.
Na zijn professionele fietscarrière richtte hij in 1939 in Celle Ligure het bedrijf Industria della Biciclette Giovanni Olmo op. Het werd een grote fabrikant van fietsen, en enige tijd ook van bromfietsen. Hij sponsorde ook een aantal jaren een eigen wielerploeg waarbij hij oud-wielrenner Giuseppe Olivieri aantrok als ploegleider.

## Belangrijkste overwinningen
1931
Italiaans kampioen op de weg, Amateurs
1932
Milaan-Turijn
 OS ploegentijdrit
1933
4e en 12e etappe Ronde van Italië
1934
13e, 16e en 17e etappe Ronde van Italië
1935
Milaan-San Remo
5e (deel A), 12e, 15e en 16e etappe Ronde van Italië
Giro Alpi Apuane
GP Cinquantenario
Werelduurrecord (45,090)(+313)
1936
 Italiaans kampioenschap op de weg, Elite
Ferrare
Ronde van Emilië
1e, 5e, 6e, 11e, 12e, 13e, 15e (deel B), 16e, 17e (deel A) en 19e etappe Ronde van Italië
1937
6e etappe Ronde van Italië
1938
Milaan-San Remof
Turijn-Ceriale
1e etappe Ronde van Campanië
Eindklassement Ronde van Campanië
1940
Italiaans kampioen Halve Fond (baan), Elite

## Resultaten in voornaamste wedstrijden
| Jaar | Ronde van Italië | Ronde van Frankrijk | Ronde van Spanje |
| ---- | ---------------- | ------------------- | ---------------- |
| 1933 | 18e (2)          |                     |                  |
| 1934 | 4e (3)           |                     |                  |
| 1935 | ↑ (4)            |                     |                  |
| 1936 | ↑ (10)           |                     |                  |
| 1937 | opgave (1)       |                     |                  |
| 1938 |                  | 38e                 |                  |
| 1940 |                  |                     |                  |

| Jaar | Milaan-San Remo | Ronde van Lombardije |
| ---- | --------------- | -------------------- |
| 1933 |                 | 12e                  |
| 1934 |                 | 27e                  |
| 1935 | ↑               |                      |
| 1936 | 6e              |                      |
| 1937 |                 |                      |
| 1938 | ↑               | 25e                  |
| 1940 | 10e             |                      |

1912: Friborg, Malm, Persson, Lönn ·
1920: Souchard, Canteloube, Detreille, Gobillot ·
1924: Blanchonnet, Hamel, Wambst ·
1928: Hansen, Nielsen, Jørgensen ·
1932: Pavesi, Segato, Olmo ·
1936: Charpentier, Lapébie, Dorgebray ·
1948: Wouters, De Lathouwer, Van Roosbroeck ·
1952: Noyelle, Grondelaers, Victor ·
1956: Geyre, Moucheraud, Vermeulin